# Isa Munaev
Isa Munaev, född 20 maj 1965 i Jandi, Autonoma republiken Tjetjenien-Ingusjien, Sovjetunionen, död 1 februari 2015 i Debaltseve, Ukraina, var en tidigare general i den tjetjenska upprorsarmén. Han stred under 1990-talet i första och andra Tjetjenienkriget. Munaev var polischef med ansvar för en del av Groznyj innan krigen bröt ut. Han blev då brigadgeneral och spelade en central roll i tjetjenernas motståndskamp.
Munaev flydde till Danmark 2007 och hans fru och fyra barn kom året efter. Familjen bosatte sig i Birkerød där Munajev arbetade som boxningstränare. Han var ordförande för Frit Kaukasus, en tjetjensk förening i Danmark. Han gick sedan i förtidspension eftersom han hade posttraumatiskt stressyndrom till följd av krigen i Tjetjenien.
I oktober 2014 blev Munaev chef för den ukrainska Dzjochar Dudajev-bataljonen, en bataljon bestående av huvudsakligen tjetjenska frivilligsoldater. Bataljonen utsattes i februari 2015 för svåra förluster vid striderna i Debaltseve och Munaev dödades av en granat.